# Corpo di spedizione italiano in Estremo Oriente
 (mai 2019).
Si vous disposez d'ouvrages ou d'articles de référence ou si vous connaissez des sites web de qualité traitant du thème abordé ici, merci de compléter l'article en donnant les références utiles à sa vérifiabilité et en les liant à la section « Notes et références ».
Le Corpo di spedizione italiano in Estremo Oriente est un corps expéditionnaire italien, de l’Armée royale envoyé en 1918 sur la concession italienne de Tientsin (devenue Tianjin).
En fait notamment partie la Legione Redenta di Siberia, composée d’anciens prisonniers de guerre austro-hongrois qui se sont déclarés être Italiens et qui ont rejoint Tianjin à partir du Transsibérien.
Le contingent italien destiné à opérer en Mandchourie, commandé par le colonel Fossini Camossi, rejoint Vladivostok le 17 octobre 1918, encadré dans une division tchécoslovaque. Le corps tiendra Krasnoïarsk sur le Transsibérien, grâce à des trains blindés.